# Преселективная коробка переключения передач

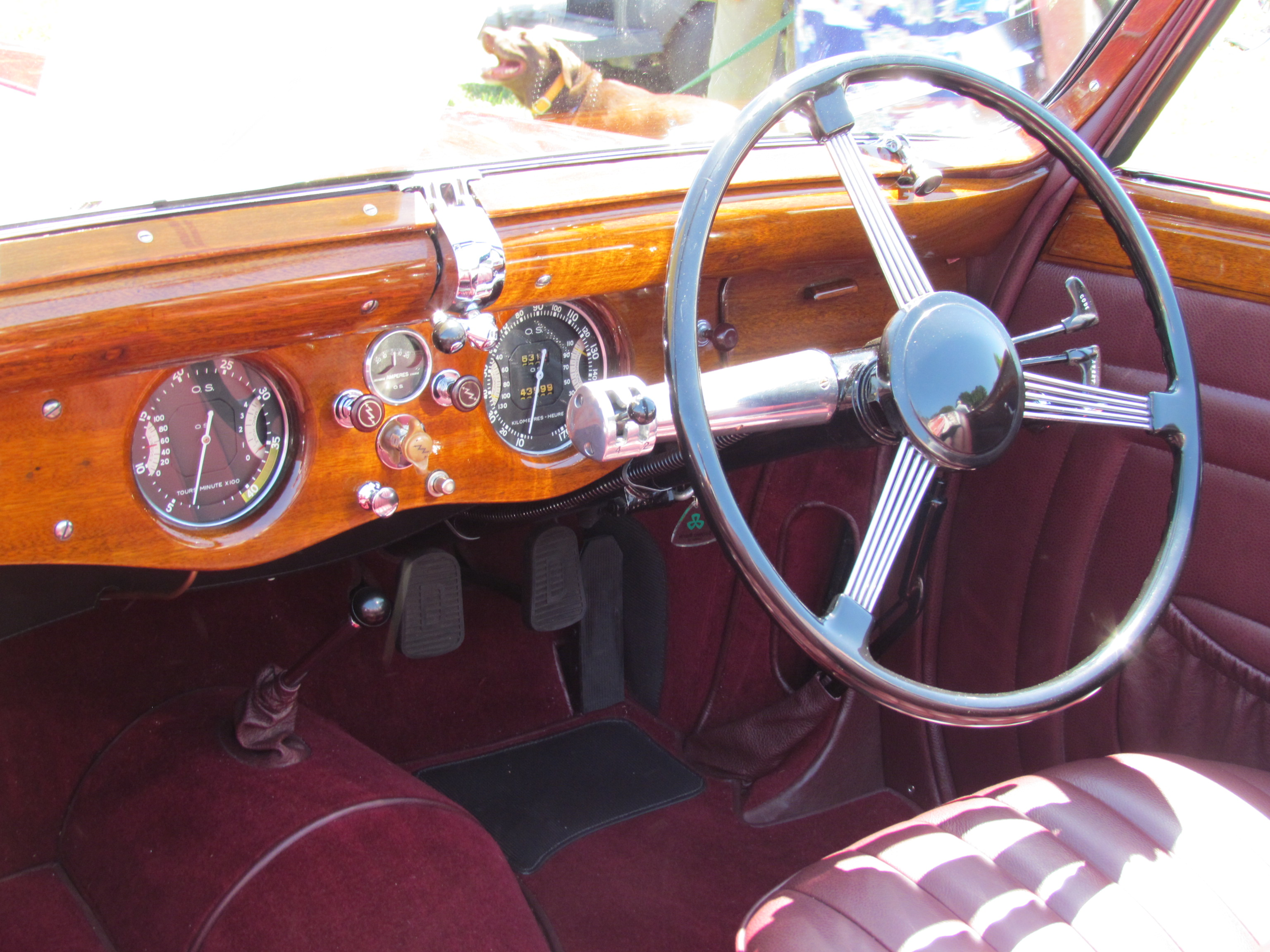
Салон автомобиля Delahaye 135 1947 года, под рулём виден рычаг выбора передачи

Преселективная коробка переключения передач, ПКПП (англ. a preselector gearbox)— ручная механическая коробка передач, массово использовавшаяся на легковых и спортивных автомобилях в 30-е годы, на автобусах с 40-х по 60-е годы, а на бронетехнике — 30-70-е годы XX века. Не следует путать с современными коробками передач с двумя сцеплениями, которые также называются преселективными.

## История
Преселективные коробки передач были самыми распространёнными (до массового внедрения автоматических КП), потому их сравнивали с коробками передач без синхронизаторов.
Преселективные КП часто обозначали как «самостоятельно переключающиеся КП», однако это неправильное описание, потому что водителю требовалось выбирать передачу (часто вручную переключать их). АКПП — настоящие «самостоятельно переключающиеся КП» с тех пор, как стало возможным изменять скорости без какого-либо участия человека.

## Конструкция
Определяющая характеристика преселективной КП заключалась в том, что рычаг переключения позволял водителю предварительно выбрать (англ. pre-select) следующую передачу, пока водитель не нажмёт на нужную педаль, в любое желаемое время (отсюда и английское название) .Эта конструкция устранила необходимость водителя в освоении выдержки времени нажатия педали сцепления и рычага КПП, чтобы достичь плавное переключение в несинхронизированной механической КП. Большинство ПКПП полностью избегают сцепления, которое управляется водителем. Некоторые из них используются лишь для запуска с места.

## Положительные стороны
В сравнении с современными (несинхронизированными) МКПП, преселективные КП были проще в использовании, поскольку они не требовали таких методов, как двойное сцепление. ПКПП также были быстрее в переключении, справлялись с большими выходными мощностями и имели меньшую массу, к тому же, могли переключаться под нагрузками.
Конструктивные положительные стороны большинства ПКПП охарактеризованы тем, что фрикционными компонентами являются тормоза, а не сцепление. Это означало, что невращающиеся тормозные ленты могли быть использованы для тех частей, которые подвергались износу, что, в свою очередь, сказывалось на простоте конструкции, в отличие от вращающихся компонентов вроде сцепления. Изнашиваемые детали также могли быть размещены вне механизма, что позволяло быстрее и легче заменять их в связи с их конструктивной легкодоступностью.